# Божедомка
Божедомка — спеціальне місце, де ховали людей, які померли раптово. До таких людей відносять утоплеників, задушених, замерзлих а також людей, які вчинили самогубство. Також тих, для кого нема кому організовувати похорон. Ієрархи православної церкви здавна наполягали на тому, щоб таких померлих ховали у спеціально призначених місцях — божедомських кладовищах,  якнайдалі від храму. Були навіть випадки, коли не дозволялося їх відспівувати.